# Ana Paula Oliveira
Ana Paula da Silva Oliveira (São Paulo, 26 de maio de 1978), também conhecida como Ana Paula Bandeirinha, é uma jornalista esportiva e ex-bandeirinha brasileira.
Ficou famosa por ser uma das primeiras mulheres a atuar como bandeirinha na primeira divisão do Campeonato Brasileiro de Futebol, atuando na função entre 1998 e 2007. A partir de 2008 passou a dedicar-se como jornalista esportiva, tendo trabalhado na RecordTV e SBT.
Desde 2014 trabalha na Escola Nacional de Arbitragem de Futebol (ENAF), um dos braços da Confederação Brasileira de Futebol (CBF), onde é coordenadora, fazendo o papel de instrutora dos árbitros.
No final de 2019 foi confirmada pela Federação Paulista de Futebol como nova presidente da Comissão de Arbitragem da entidade que comanda o futebol paulista. É a primeira vez que uma mulher ocupa o cargo no estado.

## Biografia

### Primeiros passos
Nascida no bairro de São Miguel Paulista, sua paixão pela profissão começou aos quatorze anos de idade, quando acompanhava o pai, árbitro amador, em alguns torneios na região de Hortolândia, cidade da Região Metropolitana de Campinas. A jovem Ana Paula auxiliava o pai como mesária, anotando as ocorrências e os cartões na súmula.
"Quatro anos depois, os jogadores pediam para que eu auxiliasse meu pai. Foi uma brincadeira que acabou dando certo", lembra Ana, que sonhava em se tornar uma jogadora de vôlei. Segundo ela mesma, Ana Paula sobressai pelos sentidos aguçados. Ela não se limita à visão para tomar suas decisões. A capacidade de escutar o som provocado pelo chute na bola, no momento do passe, permite-lhe concentrar sua atenção nos jogadores da frente, que recebem o lançamento. "Como consigo usar bem a audição, normalmente não me preocupo em olhar de onde a bola esta partindo", conta ela.
Na verdade, segundo Arnaldo Cezar Coelho, comentarista esportivo da Rede Globo, a mulher tem uma visão periférica melhor, enquanto o homem enxerga mais a longa distância – fato já comprovado através de pesquisas feitas por grandes oftalmologistas. Assim, a mulher leva vantagem na função mais importante do assistente, que é marcar o impedimento. "Daí eu ter dito que se ainda apitasse preferiria ter mulheres como minhas assistentes". 

### Carreira profissional
Ana Paula Oliveira começou a carreira em 1998, e, já em 2001, participou do seu primeiro jogo na Série A-1 do Campeonato Paulista. Após um próspero início de carreira (foi o grande destaque na vitória do Corinthians diante do São Paulo, por 3 a 2, na grande final do Campeonato Paulista de 2003), algumas tomadas de decisão a partir de 2006 geraram polêmica na carreira da Musa da Arbitragem Brasileira. Algumas controvérsias mais famosas foram, a anulação de um gol do Corinthians num jogo com o Palmeiras em 2006 pelo Brasileirão; um gol que na verdade foi apenas informado pela bandeirinha e anulado pelo árbitro Cléber Abade; e outra tomada de decisão a favor do Santos num clássico com o São Paulo em 2007; e dois gols mal anulados do Botafogo num jogo contra o Figueirense pela semifinal da Copa do Brasil de 2007, eliminando o time carioca da competição.
Após o jogo do Botafogo, o vice-presidente do clube na época, Carlos Augusto Montenegro, reagiu com uma série de comentários machistas contra a bandeirinha. A Confederação Brasileira de Futebol decidiu afastá-la dos gramados por quinze dias. Durante a preparação para retornar às atividades, Ana Paula teve inflamação nos ossos da tíbia nas duas pernas. Por isso, não conseguiu passar no teste físico realizado pela FIFA em setembro de 2007, para integrar o quadro de árbitras e assistentes para 2008. A árbitra considerou injustos os critérios para a aprovação e não realizou a avaliação seguinte, desistindo assim de obter a qualificação FIFA.
Em julho de 2007, sai como capa da Revista Playboy. Estima-se que a revista tenha vendido cerca de 250 mil exemplares em banca.
Em 2008, com a saída das atividades de arbitragem, começou a estudar jornalismo, com especialização na área esportiva.
Em 2009, participou do reality show A Fazenda 2, da Rede Record, e foi a primeira participante eliminada. Após sair do programa, Ana Paula passou a ser repórter do programa Esporte Fantástico e integrou o time de comentaristas esportivos da Rede Record, comentando partidas de futebol.
Em 2012, integrou o programa esportivo Alterosa no Ataque da TV Alterosa, afiliada do SBT em Minas Gerais ao lado de Jaeci Carvalho e Marques em substituição ao ex-jogador Sorín. Neste mesmo ano, em 11 de dezembro, foi convidada pelo goleiro Marcos, para apitar o seu jogo de despedida do futebol.
Em 2014, voltou às atividades técnicas da arbitragem, ocupando inicialmente a função de diretora assistente da Escola Nacional de Arbitragem de Futebol (ENAF), um dos braços da Confederação Brasileira de Futebol (CBF), e a partir de 2016 tornou-se coordenadora, fazendo o papel de instrutora de árbitros.
Em 2020, assume o papel de presidente da Comissão de Arbitragem da Federação Paulista de Futebol. Em 2022, ainda no papel de presidente desta Comissão, foi advertida por postagens realizadas em rede social durante jogo entre São Paulo e Palmeiras em que provocava um dos times.

## Principais partidas[1]

### Campeonatos estaduais
- 2003: Final - São Paulo 2 x 3 Corinthians
- 2004: Final - São Caetano 2 x 0 Paulista
- 2007: Final - São Caetano 0 x 2 Santos

### Olimpíadas
- 2004: Quartas de Final: EUA 2 x 1 Japão

### Taça Libertadores
- 2006: Oitavas de final - Palmeiras x São Paulo
- 2006: Oitavas de final - São Paulo x Palmeiras

### Copa do Brasil
- 2006: Final - Flamengo 2 x 0 Vasco

## Filmografia
| Ano     | Título             | Cargo                  | Notas       |
| ------- | ------------------ | ---------------------- | ----------- |
| 2009    | A Fazenda          | Participante           | Temporada 2 |
| 2009–11 | Esporte Fantástico | Repórter               |             |
| 2010    | Fala Brasil        | Comentarista esportiva |             |
| 2012–14 | Alterosa no Ataque | Comentarista esportiva |             |